# MOTS-c
'MOTS-c' (en inglés: mitochondrial open reading frame of the twelve S rRNA-c, en español: marco abierto mitocondrial de lectura de la región 12S rRNA-c) es un péptido constituido por 16 aminoácidos codificado por un marco abierto de lectura funcional situado en el ADN mitocondrial. Regula la sensibilidad a la insulina y la homeostasis metabólica. Su órgano de acción principal parece ser el músculo esquelético.

## Estructura y localización
| Fórmula   | C101H152N28O22S2C2HF3O2                                              |

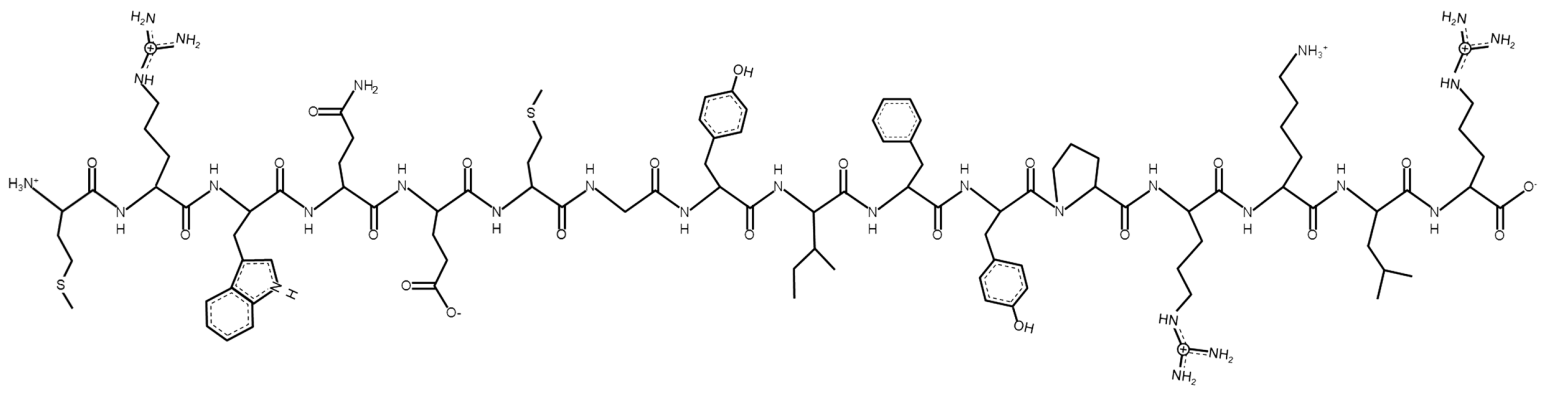
Estructura de la cadena polipeptídica de 16 AA's del MOTS-c

| Secuencia | H-Met-Arg-Trp-Gln-Glu-Met-Gly-Tyr-Ile-Phe-Tyr-Pro-Arg-Lys-Leu-Arg-OH |

Este péptido mitocondrial específico se codifica en el marco abierto de lectura 12S rRNA. La codificación del MOTS-c consiste en un marco abierto de 51-bp, un marco abierto de lectura corto, también llamado sORF (en inglés: short Open Reading Frame). El genoma de las mitocondrias se representa a menudo como un círculo compacto que encapsula la información específica de dichos orgánulos; éste se compone de 22 genes codificantes del tRNA y 13 regiones codificantes de proteínas (la mayoría, proteínas centradas en la producción de energía). Las mitocondrias poseen una información genética muy específica así como sistemas de codificación llegados de un origen bacteriano. La transcripción de la información genética en las mitocondrias incluye la codificación de RNAs por el ADN mitocondrial. MOTS-c, en tanto que péptido bioactivo, es un producto del transcriptoma mitocondrial y sus particularidades genéticas. Se trata pues de un MDP: mitochondrial-derived peptides. 

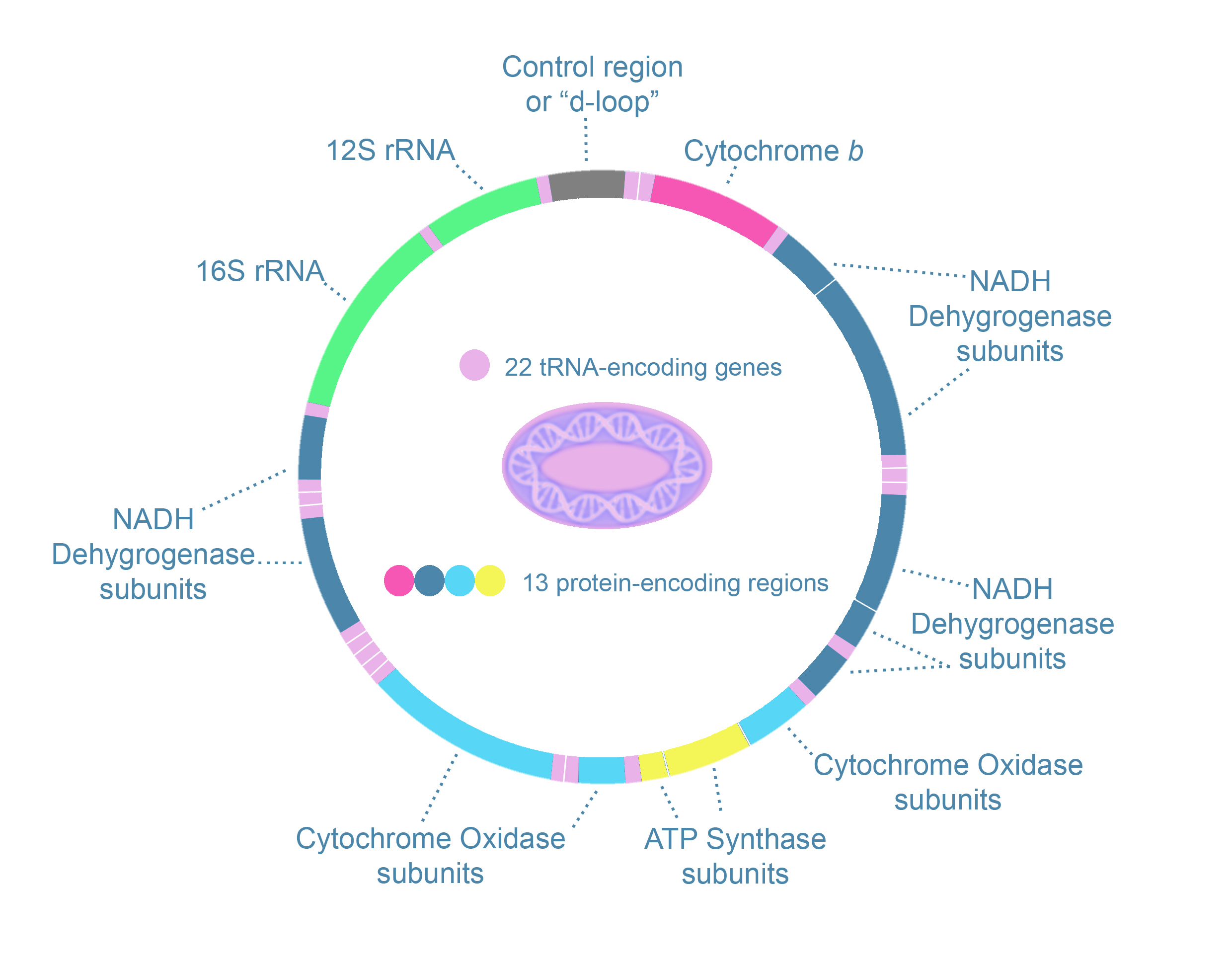
ADN mitocondrial

La traducción del MOTS-c se produce en el citoplasma. Para ello, entran en juego el código genético de dicho orgánulo (mtADN) y los RNAs mitocondriales (tRNA y rRNA); estos salen de la mitocondria a través de rutas todavía parcialmente desconocidas. La estructura química del MOTS-c está asombrosamente preservada, en lo que atañe los 11 primeros aminoácidos, como podemos observar en diferentes especies: 

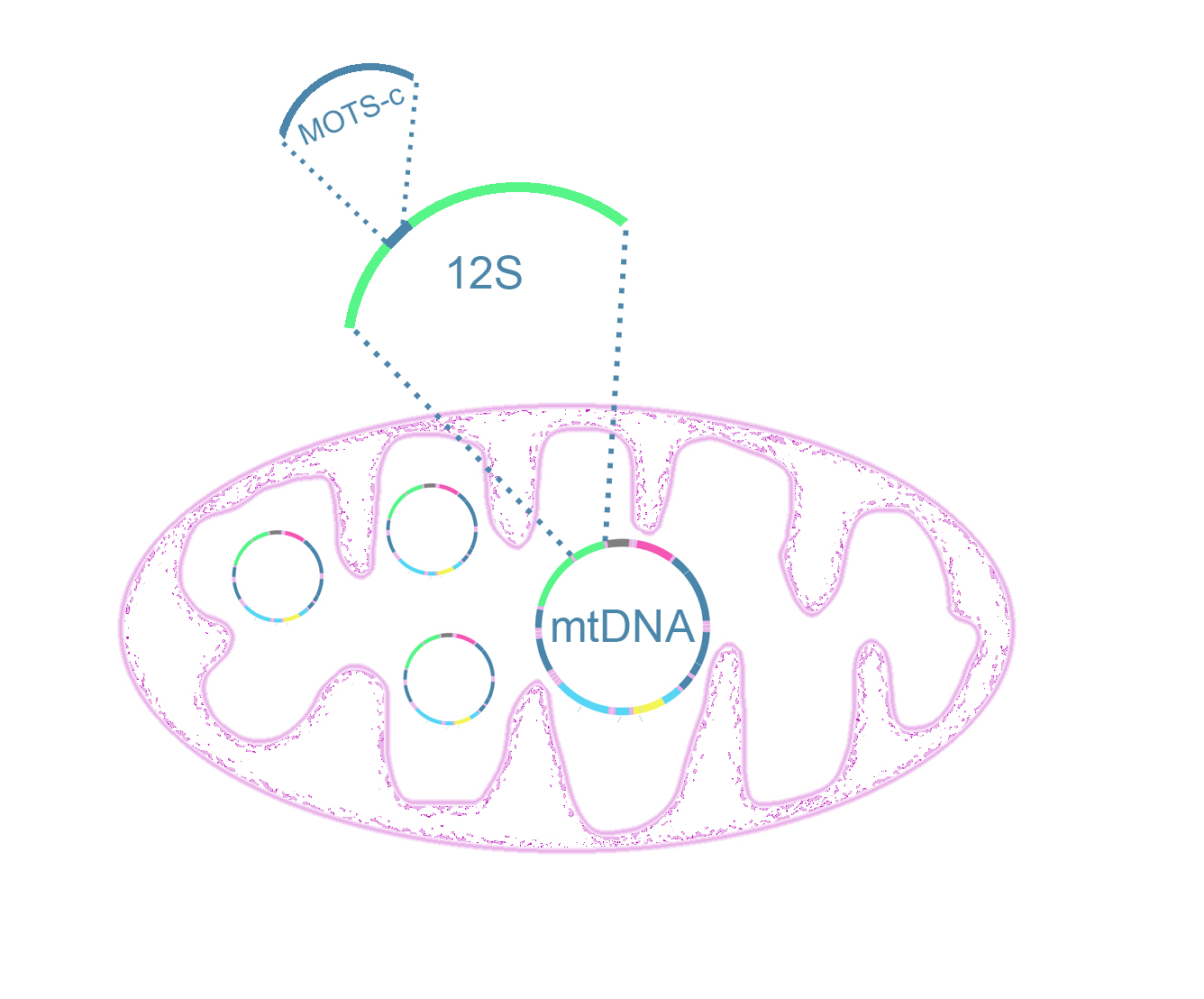
MOTS-c en la región del 12S rRNA mitocondrial

Humano                             MRWQEMGYIFYPRK---LR
Chimpancé                          MRWQEMGYIFYPRK---LR
Bonobo                             MRWQEMGYIFYPRK---LR
Orangután                          MEWQEMGYIFYFRK---LR
Ratón                              MKWEEMGYIFL---
Rata                               MKRKEMGYIFFSQR---TLRNPL
Rara topo desnuda                  MKWEEMGYIFLYKN----INDSYHEI
Perro                              MRWEEMGYFIP-R---TFHECFYEIKN
Vaca                               MKWEEMGYILYTKR---IKHESYYETNNQRRI
Caballo                            MGWREMGYIFYPKNKNFNPDESLHETGD
Oso                                MGWEEMGYIFYS-R---TTYESFYETKN
León                               MRWEAMGYIFYN---
Delfín                             MDWEEMGYIFYNKN---TP 
Pez zebra                          MKWEEMGYTFYPRIYENVT
La traducción del MOTS-c es posible ya que el código genético mitocondrial y el nuclear son distintos. En los humanos, las mitocondrias presentan codones de terminación de tipo AGA y AGG; estos podrían traducirse como Arginina (Arg) en términos de nomenclatura de codificación humana estándar. Aunque todavía existen dudas de cómo se exporta MOTS-c, algunas pruebas in silico (destinadas a desentrañar nuevos sORFs) dentro del 12S rRNA, mostraron que aunque la transcripción del MOTS-c es mitocondrial, su traducción se produce en el citoplasma. La hipótesis que sostenía que MOTS-c derivaba de un transfer directo del ADN mitocondrial fue rechazada ya que no se encontró ningún péptido perteneciente a algún segmento de ADN mitocondrial nuclear (NUMT) homólogo al MOTS-c. Una merma de mitocondrias en células HeLa evidenció una eliminación tanto de MOTS-c como de transcriptores 12S rRNA. Otros estudios mostraron que el ayuno disminuía los niveles de MOTS-c en plasma, músculo y testes; aunque en otros tejidos (corazón,cerebro) estos permanecieron estables.

## Funciones de la MOTS-c[3]

#### Relación con el metabolismo
La metionina es un aminoácido que contiene azufre y es el precursor (mediante el ciclo de metionina) del aminoácido homocisteína. En el ciclo de la metionina, el ATP activa el grupo metilo de la metionina al agregar adenosina al azufre de la metionina (adyacente al grupo metilo para crear S-adenosil metionina (SAMe)). En consecuencia de la eliminación del grupo metilo, se forma una S-adenosil homocisteína (SAH). Luego, se transforma instantáneamente en homocisteína (mediante la eliminación de la molécula de adenosina). La homocisteína puede, así, ser alterarada: si no entra en la ruta de transulfuración, una enzima, metionina sintasa, puede catalizar la transferencia de un grupo metilo de un MTHF (Tetrahidrodolato de metilo) a homocisteína; esta adición la realiza la vitamina B12, que elimina el grupo metilo de MTHF y lo agrega a la homocisteína, convirtiéndola nuevamente en metionina.
Las vías y ciclos metabólicos de folato, metionina y homocisteína están íntimamente interconectadas e interdependientes entre sí.
Mots-C juega un papel en la expresión génica de las enzimas involucradas en el ciclo de folato-metionina al inhibirlo a nivel de 5-MTHF (metil-THF), la forma más abundante de folato activado, que se genera a través de la catálisis de 5,10-metilentetrahidrofolato (metileno-THF), por la enzima MTHFR. Dado que no es posible generar THF (metabolito del ácido fólico) y su formación es simultánea a la de la metionina, se produce una interrupción de los dos ciclos: la homocisteína no se puede convertir de nuevo en metionina, lo que resulta en una concentración diminuída de metionina y un aumento de los niveles de homocisteína. 
El THF está involucrado en la transformación de AICAR en FAICAR y su camino está siendo interrumpido por MOTS-c.
10-formiltetrahidrofolato + AICAR ↔ THF + FAICAR.
La depleción de 5Me-THF por MOTS-C y la formación de THF inhibida se combinó con la detención de la biosíntesis de purina de novo que causa una acumulación de AICAR y una disminución significativa pero prevista en las purinas.
AICAR es capaz de estimular la actividad de AMPK pero, notablemente, la activación de AMPK ocurrió a pesar de los niveles más bajos de AMP y los niveles más altos de ADP y ATP. La activación de AMPK constituye una importante medidadora de las acciones de MOTS-c.

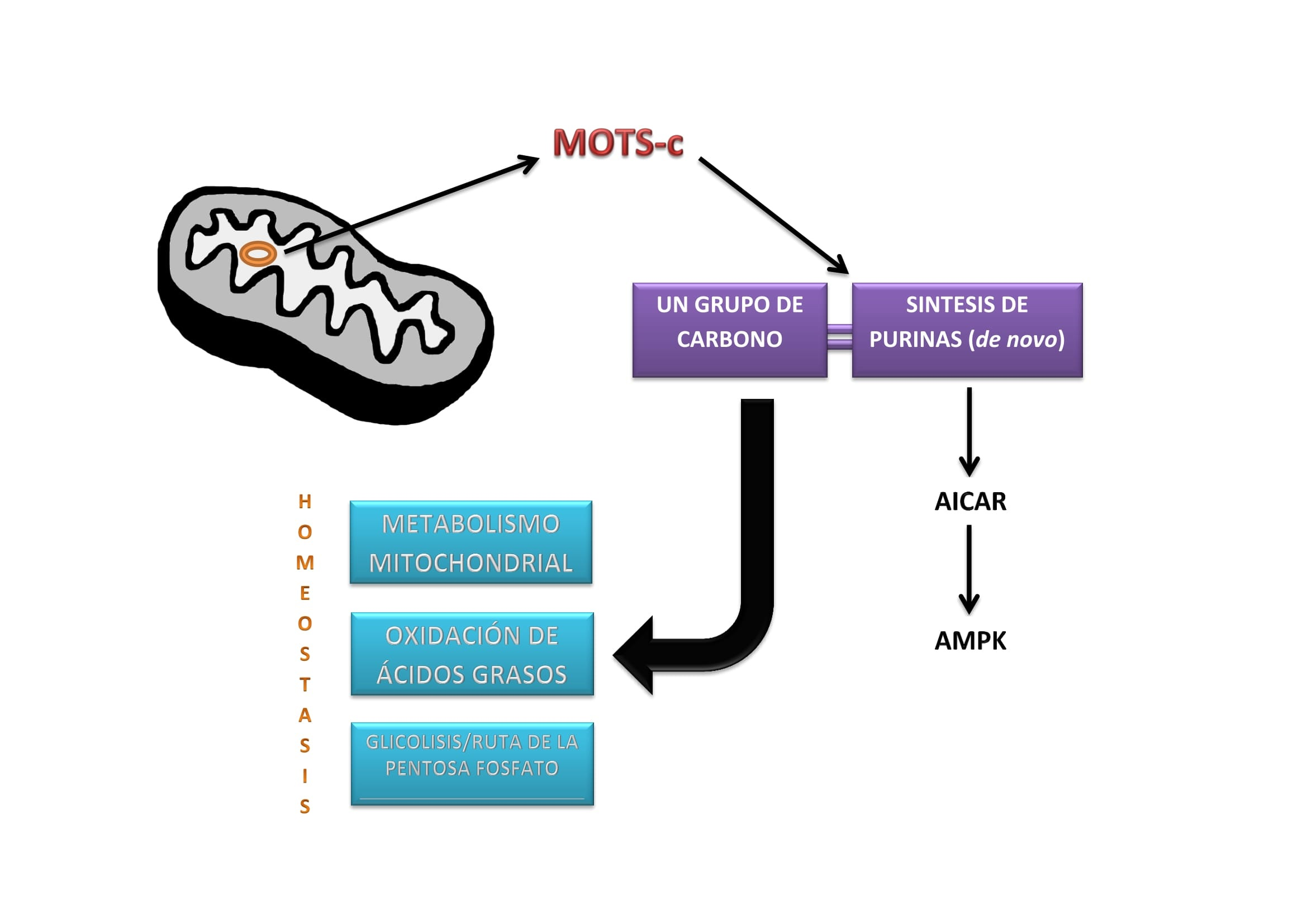
Funciones de MOTS-c

MOTS-c parece estimular la utilización de glucosa de esta manera, también desempeña un papel importante en el metabolismo celular, incluida la glucólisis, la función mitocondrial y la oxidación de ácidos grasos, al reenviar la glucosa a la vía de pentosa fosfato (PPP), la rama anabolizante de la glucólisis que proporciona ribosa -5-fosfato como precursor de la síntesis de novo de purinas (indicada por niveles aumentados de sus metabolitos precursores NAD +).    

##### Coordinación de la glucosa, metabolismo mitocondrial y de ácidos grasos[5]
Debido a los altos niveles de NAD + y al hecho de que SIRT1 tiene un papel esencial en la activación dependiente del resveratrol del AMPK , se cree que SIRT1 juega un papel importante en la mediación de las acciones glucolíticas de MOTS-c.
(MOTS-c aumenta la absorción de glucosa que provoca secundariamente, de acuerdo con el "efecto Crabtree", la respiración suprimida, acompañada con una tasa de consumo de oxígeno basal reducida) 
A medida que la vía AICAR-AMPK aumenta el metabolismo lipídico, se observó que MOTS-c también indujo mayores niveles lanzadera de carnitina, disminuyó los niveles de ácidos grasos esenciales y aumentó la cantidad de miristoil-CoA (intermedio de la β-oxidación), justificando una intensificación en el uso de ácidos grasos.
Este aumento en la utilización de ácidos grasos se observó y confirmó en experimentos utilizando ratones tratados con MOTS-c, ya que hubo disminuciones evidentes en el peso corporal, ingesta de alimentos y niveles de glucosa en la sangre que significan que la patogénesis de la obesidad y la resistencia a la insulina, fueron significativamente reducidas debido al tratamiento con MOTS-c.

#### Regulación de la sensibilidad a la insulina y sutarget
Teniendo en cuenta que 70-85% de la eliminación de glucosa estimulada por la insulina se realiza en el músculo esquelético, las acciones MOTS-c para mejorar la sensibilidad a la insulina y la homeostasis de glucosa probablemente están mediadas en este tejido, lo que significa que MOTS-c aumentó la capacidad de la insulina infundida para activar el músculo esquelético. 
También se demostró que MOTS-c podría revertir las alteraciones dependientes de la edad en la sensibilidad a la insulina. Las células tratadas con MOTS-c mostraron una estimulación de glucosa y una tasa glicolítica potenciada.
MOTS-c promueve la activación de AMPK y la expresión de GLUT4 en los músculos esqueléticos. Esto corrobora las acciones de MOTS-c en la activación de AMPK y la expresión GLUT4 y también apoya el músculo esquelético como un órgano diana principal.
Se constató una mayor relación de intercambio respiratorio, lo que implica un aumento en la utilización de glucosa. Notablemente, MOTS-c también generó significativamente más calor lo que puede, en parte, representar un mayor gasto de energía. Los estudios sugieren que MOTS-c previene la obesidad inducida por HFD al aumentar el gasto de energía, incluyendo la producción de calor, mejorando la utilización de la glucosa y disminuyendo la sensibilidad a la insulina. La reducción de la acumulación de grasa puede ser el resultado del uso de carbohidratos, que reduce la síntesis de ácidos grasos, pero la posible involucración del aumento de la oxidación de ácidos grasos, tendrá que ser mejor analizada antes de descartarse.

#### Relación con la Osteoporosis[6]
La Osteoporosis es una enfermedad que causa perdida de masa ósea lo que aumenta el riesgo de fracturas en los huesos. Esta enfermedad afecta especialmente a la gente mayor. En las mujeres, el riesgo de sufrir Osteoporosis aumenta después de la menopausia, donde los bajos niveles de estrógenos aumentan la resorción ósea. De esta manera, hay una descompensación entre la resorción y formación ósea. En el caso de mujeres jóvenes que dejan de menstruar, la densidad ósea también se ve comprometida. El mismo fenómeno ocurre después de haberse visto sometido a una ooforectomía, este tipo de cirugías causan perdida de densidad ósea y en consecuencia, osteoporosis.
MOTS-c podría funcionar como un tratamiento para la osteoporosis inducida por ooforectomía después de un estudio realizado con ratones. Este estudio mostró que este péptido de 16 aminoácidos aliviaba la pérdida de hueso después de inyectarlo en ratones que habían sido expuestos a una extirpación de ovarios. El proceso que sigue MOTS-c funciona de la siguiente manera: RANKL (ligando de receptor activador para el factor nuclear κ B), una molécula muy importante del metabolismo óseo, activa a los osteoclastos, células responsables de la resorción ósea, MOTS-c actúa inhibiendo esta molécula, en consecuencia, hay una disminución de la perdida ósea. Este estudio ha mostrado que MOTS-c podría funcionar como un nuevo agente terapéutico para curar este importante desorden óseo, muy prevalente en mujeres mayores de 50 años.